# Coppia aperta, quasi spalancata
Coppia aperta, quasi spalancata è un'opera teatrale diretta da Dario Fo e scritta da Franca Rame.
L'opera teatrale, secondo quanto detto da Dario Fo durante i funerali della moglie Franca Rame, è stata scritta dalla Rame e l'intervento di Fo è stato solo in una fase finale della stesura, il soggetto è totalmente della Rame. Sempre in quella circostanza Fo ha dichiarato che Coppia aperta, quasi spalancata è l'opera più messa in scena della coppia, con circa 700 produzioni nel mondo.

## Trama
Antonia è sposata da tempo con un uomo che non la ama più. È costretta ad accettare continuamente relazioni extraconiugali da parte del marito, un fautore della "coppia aperta". Inizialmente, la donna prova tristezza, arrivando ad ipotizzare il suicidio; poi si rende conto di essere ancora giovane e dunque pronta per iniziare una nuova vita. Proprio quando ha strada libera, il marito comincia ad essere geloso e impedirle di continuare una storia con un fisico, candidato Premio Nobel.

## Critica
Rappresenta uno degli spettacoli più popolari degli anni ottanta in Italia. In Germania ha riscosso un tale successo da essere proposta in ben 30 teatri contemporaneamente.

## Realizzazione
È stata realizzata una regia televisiva, nel 1987, con il sostegno della RTSI. Accanto a Franca Rame, il co-protagonista è interpretato da Giorgio Biavati. Nel 2024 ne è stato tratto un lungometraggio omonimo con protagonista Chiara Francini.